# Мирко Буньєвчевич
Мирко Буньєвчевич (нар. 5 лютого 1978, Карловац, СФРЮ) — сербський футболіст, захисник.

## Клубна кар'єра
Народився в Карловаці (Соціалістична Республіка Хорватія, СФРЮ). Футболом почав займатися з раннього віку, також як і його старший брат Горан, який пізніше став гравцем сербської національної збірної. Талановиті хлопці були помічені скаутами найтитулованіших хорватських клубів «Хайдука» та «Динамо» (Загреб) і були запрошені в їх молодіжні команди. Потім почалася війна і Мирко з татом, мамою і братом переїхав до Белграда. Тут молоді футболісти грали деякий час за «Графичар». Далі Горан, будучи на 5 років старшим, почав свою професійну кар'єру в «Раді», а Мірко продовжував грати на молодіжному рівні в белградському «Раднички».
Професійну кар'єру Мирко почав у команді «ІМ Раковиця». У 1998 році футболіст перейшов у «Рад», кольори якого чотири попередні сезони захищав його брат, який перейшов на той момент в «Црвену Звезду». Цей період був складним для всього футболу в Сербії. Країна пережила війну в Косово, натовські бомбардування та величезні політичні потрясіння. Провівши три сезони в «Раді», Буневчевіч в перший раз переїхав за кордон, продовживши кар'єру в сусідній Словенії. У чемпіонаті цієї країни футболіст грав два з половиною сезони. Перші два провів у складі «Копера». Ще півсезону — у складі «Мури». З «Копером» у 2002 році Буньєвчевич брав участі в матчах розіграші Кубку Інтертото, де його команда зазнала поразки в першому раунді від шведського «Гельсінгборга» (0:1; 0:0).
На початку 2004 року він підписав контракт з українським клубом «Арсенал» (Київ), у складі якого грав два роки в українській вищій лізі. За цей час зіграв у команді 55 матчі, забив 2 голи. У цей період український клуб мав середні результати, займаючи в турнірній таблиці 9-12 місця. Перед стартом у Кубку УЄФА 2006/07 команда «Хайдук» (Кула) запросила Буньєвчевича. Вибувши в першому ж раунді турніру від софійського ЦСКА (1:1; 0:0), Буньєвчевич та Хайдук розлучилися під час зимової перерви в чемпіонаті Сербії. Футболіст повернувся на Україну та підсилив інший клуб вищої ліги «Зоря» (Луганськ).
Влітку 2009 року Буньєвчевич повернувся в сербську Суперлігу, де половину сезону провів у белградському клубі «Чукарички». Під час зимової перерви був запрошений в азербайджанський клуб «Олімпік-Шувалан» (Баку). Клуб готувався вперше в історії стартувати в єврокубках. У рамках цього турніру бакинці вибули від сербської «Воєводини». Незабаром після того, як Мирко приєднався до «Олімпіку», клуб був перейменований на ім'я спонсора в АЗАЛ. У сезоні 2009/10 років АЗАЛ завершив чемпіонат на 7 місці. На початку наступного сезону команду очолив новий тренер Назім Сулейманов. Під керівництвом цього фахівця клуб у сезоні 2010/11 років посів в азербайджанської прем'єр-лізі 4 місце, а Буневчевіч у 31 з 32 матчах сезону виходив у стартовому складі. Цей результат дозволив АЗАЛу стартувати в кваліфікації Ліги Європи 2011/12, однак їхні європейські виступи також закінчилися в першому кваліфікаційному раунді поразкою від «Мінська» (1:1; 1:2). Після цієї невдачі Сулейманов пішов у відставку. Під час наступного зимового трансферного вікна команду покинув і Мирко Буньєвчевич.
Після повернення до Сербії футболіст приєднався до команди «Земун», яка виступала в третьому дивізіоні.